# Phrurotimpus borealis
Espèce
Synonymes
- Phrurolithus borealis Emerton, 1911
- Phrurolithus utus Chamberlin & Ivie, 1933

Phrurotimpus borealis est une espèce d'araignées aranéomorphes de la famille des Phrurolithidae.

## Distribution
Cette espèce se rencontre en Amérique du Nord.

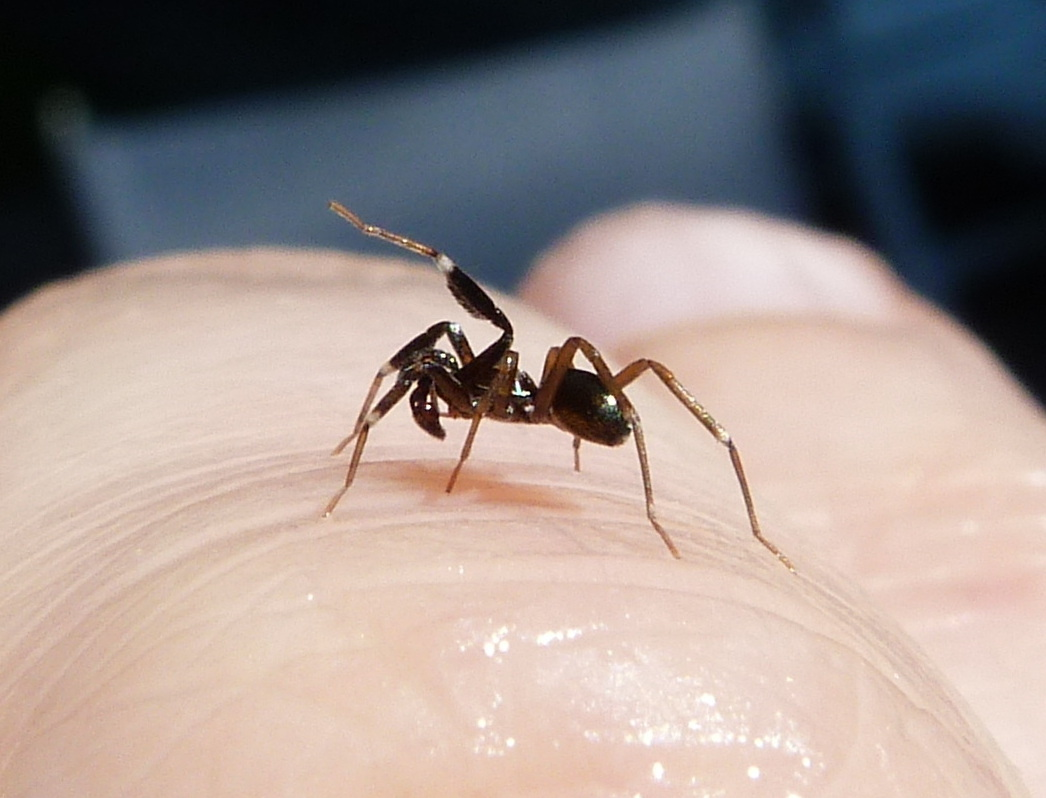
Mâle Phrurotimpus borealis

## Description
Les mâles mesurent de 2 à 2,5 mm.

## Publication originale
- Emerton, 1911 : New spiders from New England. Transactions of the Connecticut Academy of Arts and Sciences, vol. 16, p. 383-407 (texte intégral).